# Kokterek
Kokterek (ryska: Коктерек) är en ort i Kazakstan.   Den ligger i oblystet Sydkazakstan, i den södra delen av landet, 1 000 km söder om huvudstaden Astana. Kokterek ligger 697 meter över havet och antalet invånare är 2 384.
Terrängen runt Kokterek är varierad. Runt Kokterek är det ganska glesbefolkat, med 35 invånare per kvadratkilometer. Närmaste större samhälle är Turar Ryskulov, 5,5 km öster om Kokterek. Trakten runt Kokterek består i huvudsak av gräsmarker.